# Милош Марковић (ватерполиста)
Милош Марковић (Београд, 27. јануар 1947 — Београд, 25. фебруар 2010) био је српски ватерполиста.

## Спортска биографија
Рођен је 1947. године у Београду. У богатој ватерполо каријери бранио је боје београдског Партизана и Приморца из Котора. Играо је на позицији голмана. Са екипом Партизана освојио је три пута Куп европских шампиона 1971, 1975 и 1976. године и 10 пута је био првак Југославије.
За ватерполо репрезентацију Југославије је играо 172 пута. Освојио је бронзане медаље на Светском првенству у Београду 1973. и на Европским шампионатима 1970. у Барселони и четири године касније у Бечу. Двоструки је учесник Олимпијских игара, у Минхену 1972. и Монтреалу 1976. године (оба пута освојено пето место).
Марковић је завршио Правни факултет и био успешан адвокат. Преминуо је у Београду 25. фебруара 2010. године и сахрањен је на Топчидерском гробљу.

## Успеси
Играч
Југославија
- медаље
- бронза : Светско првенство Београд 1973.
- сребро : Европско првенство Барселона 1970.
- бронза : Европско првенство Беч 1974.